# Giovanni Maria Ruggieri
Giovanni Maria Ruggieri, anche Ruggeri (1669 circa – Venezia, maggio 1714), è stato un compositore italiano.
Ruggieri fu mercante di grani e lavorò per qualche tempo come maggiordomo alle dipendenze della famiglia Contarini. Fu compositore dilettante di ottimo livello, come testimoniano le numerose opere teatrali messe in scena a Venezia dal 1696 al 1712. È noto per aver composto un Gloria a due cori che Antonio Vivaldi usò come impostazione per il suo Gloria RV 588 e dal quale copiò il Cum Sanctu Spiritu che inserì, riadattandolo, come ultimo movimento del celebre Gloria RV 589.

## Opere
- La Cleotide (dramma per musica, libretto di Giovanni Battista Neri, 1696, Venezia; data anche come Amar per vendetta, 1702, Venezia)
- La Mariamme (dramma per musica, libretto di Lorenzo Burlini, 1696, Venezia)
- La saggia pazzia di Giunio Bruto (dramma per musica, libretto di Lotto Lotti, 1968, Venezia)
- Miliziade (dramma per musica, libretto di Lotto Lotti, 1699, Venezia)
- Armida abbandonata (dramma per musica, libretto di Francesco Silvani, 1707, Venezia)
- Arrenione (dramma per musica, libretto di Francesco Silvani, 1708, Venezia)
- Arato in Sparta (dramma per musica, libretto di Benedetto Marcello o Nicolò Minato, 1710, Venezia)
- Non son quella è la difesa (dramma per musica, libretto di Giorgio Antonio Falier, 1710, Venezia)
- L'ingannator ingannato (dramma per musica, libretto di Antonio Marchi, 1710, Venezia)
- Le gare di politica e d'amore (dramma per musica, libretto di Antonio Salvi, 1711, Venezia)
- Elisa (dramma per musica, libretto di Domenico Lalli, 1711, Venezia)
- Arsinoe vendicata (dramma per musica, libretto di Grazio Braccioli, 1712, Venezia)